# Zarządzanie danymi produktu
Zarządzanie danymi produktów (ang. product data management, PDM) – funkcja biznesowa, często w ramach zarządzania cyklem życia produktu, odpowiedzialna za tworzenie, zarządzanie i publikowanie danych o produkcie.
System zarządzania danymi produktów zarządza wszystkimi danymi odnoszącymi się do produktów. Umożliwia gromadzenie i udostępnianie danych o strukturze produktu, jego dokumentacji i procesach jego wytwarzania, wraz z możliwością przetwarzania w bazie danych.